# چک ۱۲۴ ان‌بی
چک ۱۲۴ ان‌بی (به انگلیسی: Chak 124 NB) یک روستا در پاکستان است که در پنجاب واقع شده‌است.